# Philip de Lange
Philip de Lange (1704 – 10. december 1766) var murermester og arkitekt og central i dansk arkitekturhistorie. Han er med i Kulturkanonen med herregården Glorup.
Philip de Lange indvandrede sandsynligvis fra Holland eller Strasbourg i 1729 efter Københavns brand 1728 for at genopbygge byen. Der findes – så vidt vides – ingen billeder af ham, og de biografiske oplysninger er også meget sparsomme.
Philip de Langes produktion var overordentlig omfangsrig. Han virkede som en af byens største entreprenører og murermestre, og hans arbejdsfelt udstrakte sig til alle arkitekturens grene: både militært, civilt, kirkeligt og industrielt byggeri. I den danske arkitekturhistorie supplerer han derved Elias David Häusser og Nicolai Eigtved, hvis områder, det kongelige byggevæsen, han ikke betrådte som selvstændig arkitekt, og placerer sig især som det københavnske borgerskabs bygmester under den merkantilistiske opgangsperiode. Selv har han også været fabrikant, idet han i sine sidste år anlagde salpeterværk ved sin egen bolig i Prinsessegade på Christianshavn.
I sine tidligste værker er de Lange stærkt præget af den hollandske senbarok.Han lagde hovedvægten på facadens udsmykning med pyntelig dekoration, som det ses på Zieglers Gård og Møinichens Palæ. Han formede helt nye københavnske borgerhustyper jævnsides gavlkvisthuset, blandt andet med segmentgavl over facadens midte. Da han i slutningen af 1730'erne byggede for Søetaten, ændredes hans stil mod større enkelthed i formerne og en stærkere plastisk virkning dels på grund af opgavernes karakter, dels i nogen grad under påvirkning fra Hausser og Thurah.
Lange udførte et anlæg af virkelig storladen karakter ved at realisere det af Christian 6. rekonstruerede Orlogsværft og flådestationen (Gammelholm og Nyholm). Den sidste tid af de Langes virksomhed falder inden for Rokokoen, og her lykkedes det ham at bevare en vis selvstændighed over for Eigtveds indflydelse. Han benyttede ingen ornamental udsmykning, undlod endog ofte brugen af lisener og koncentrerede sig helt om formgivningen som fx ved Stephen Hansens Palæ i Helsingør, der er et af hans betydeligste arbejder.
En allé på Holmen er opkaldt efter ham. Den kan med lidt god vilje ses som fortsættelsen af Amalienborgaksen. Alleen huser Kunstakademiets Arkitektskole.

## Uddannelse
Han lærte antagelig murerhåndværket i Holland og var en tid virksom i Haag. Han blev indskrevet som murermester i København 15. Juli 1733.

## Rejser
Kom i sommeren 1729 til København og senere samme år til Haag for at skaffe murersvende, i 1734-1735 til Norge.

## Bygninger
- 1729-1732: Marskalsgården (efter ombygning af C.F. Harsdorff 1779: Købmagergades Postkontor)
- 1732: Hofkonditor Zieglers hus
- 1738: Asiatisk Kompagni på Christianshavn[2]
- 1739-1741: Tugt- og børnehuset (nedrevet)[3]
- 1741-1745: Arsenalet på Holmen
- 1742-1743: Damsholte Kirke på Møn[4]
- 1743-1744: Ombygning af Glorup herregårds hovedbygning[5]
- 1744-1745: Hovedvagten på Holmen = Nyholms Hovedvagt ("Under Kronen)
- 1745: Arsenalbygningens vestfløj på Holmen
- 1745-1746: Frederiks Bastion, krudthus efter Vaubans design
- 1747: Det Hvide Fyr i Skagen[6]
- 1747-1748: Husby Kirke, Fyn (udvidelse)[7]
- 1749: Mastekranen på Nyholm[8]
- 1750 – 1751: Gl. Strand 48 (i dag Kunstforeningen GL STRAND)
- 1750-erne: Møllmanns landsted, Allégade 6, København[9]
- 1754: Mastekranen på Christiansholm
- 1758: En del af Nyboder
- Ca. 1759: Store Mariendal, Hellerup[10]
- 1759-1760: Stephen Hansens Palæ i Helsingør[11]
- 1767-1772: Hovedmagasinet og Takkelloftet på Holmen efter P. de L's tegninger
- 1781: Pakhuspendanten efter P. de L's tegninger

### Galleri
- Asiatisk Kompagni
- Glorup herregård 1898
- Mastekranen på Holmen
- Nyboder

### Eksterne billeder
- Marskalsgården/ Købmagergades Postkontor Arkiveret 21. maj 2008 hos  Wayback Machine
- Kuglegården Arkiveret 17. januar 2006 hos  Wayback Machine
- Damsholte Kirke
- Hovedvagten på Holmen Arkiveret 14. februar 2010 hos  Wayback Machine
- Arsenalbygningens vestfløj på Holmen Arkiveret 14. februar 2010 hos  Wayback Machine
- Stephen Hansens Palæ på danskefilm.dk